# Summer melody
「summer melody」（サマー・メロディー）は、田村ゆかりの1作目のシングル。2001年5月23日、KONAMIより発売された（販売元はキングレコード）。
なお、田村は本作以前にもポリグラムから4枚のシングルを出している。しかしそれらはキャラクターソング扱いのため、本作が事実上の1作目のシングルとなる。

## 解説
- 収録されている3曲すべてのalbum versionが、アルバム『天使は瞳の中に』に収録されている。
- 1曲目のsummer melodyの前に隠しトラックとして、A Day Of Little Girl 〜姫とウサギとおしゃべりこねこ〜の短縮版にセリフが入ったボーナストラックがあり、これも同じく『天使は瞳の中に』にalbum versionが隠しトラックとして収録されている。
- 作詞者の花梨とは田村ゆかりと伊福部崇の共作ペンネームである。ただし歌詞の大半を書いたのは伊福部であるとのこと。

## 収録曲
（全作詞：花梨）
1. summer melody [4:34]
作曲・編曲：Acryl Vox
2. A Day Of Little Girl 〜姫とウサギとおしゃべりこねこ〜 [4:28]
作曲：pri、編曲：pri・Acryl Vox
3. 青空にあいたい [3:41]
作曲・編曲：Acryl Vox
4. summer melody（Karaoke）
5. A Day Of Little Girl 〜姫とウサギとおしゃべりこねこ〜（Karaoke）
6. 青空にあいたい（Karaoke）